# Scoliciosporum
Scoliciosporum A. Massal. (szadziec) – rodzaj grzybów z rodziny Scoliciosporaceae. Ze względu na współżycie z glonami zaliczany jest do grupy porostów.

## Systematyka i nazewnictwo
Pozycja w klasyfikacji według Index Fungorum: Scoliciosporaceae, Lecanorales, Lecanoromycetidae, Lecanoromycetes, Pezizomycotina, Ascomycota, Fungi.
Synonimy nazwy naukowej: Lilliputeana Sérus., Scalidium Hellb., Scoliciosporomyces Cif. & Tomas.
Nazwa polska według W. Fałtynowicza.

## Gatunki występujące w Polsce
- Scoliciosporum chlorococcum (Graewe ex Stenh.) Vězda 1978 – szadziec ciemnozielony, kropnica ciemnozielona
- Scoliciosporum intrusum (Th. Fr.) Hafellner 2004 – tzw. węgliczek mysiurka
- Scoliciosporum perpusillum J. Lahm ex Körb. 1861[4] – szadziec najmniejszy, kropnica najmniejsza
- Scoliciosporum pruinosum (P. James) Vězda 1978 – szadziec przyprószony
- Scoliciosporum sarothamni (Vain.) Vězda 1978 – szadziec żarnowcowy
- Scoliciosporum umbrinum (Ach.) Arnold 1871 – szadziec skręcony, kropnica skręcona

Nazwy naukowe na podstawie Index Fungorum. Nazwy polskie według W. Fałtynowicza.